# Fotografia artística

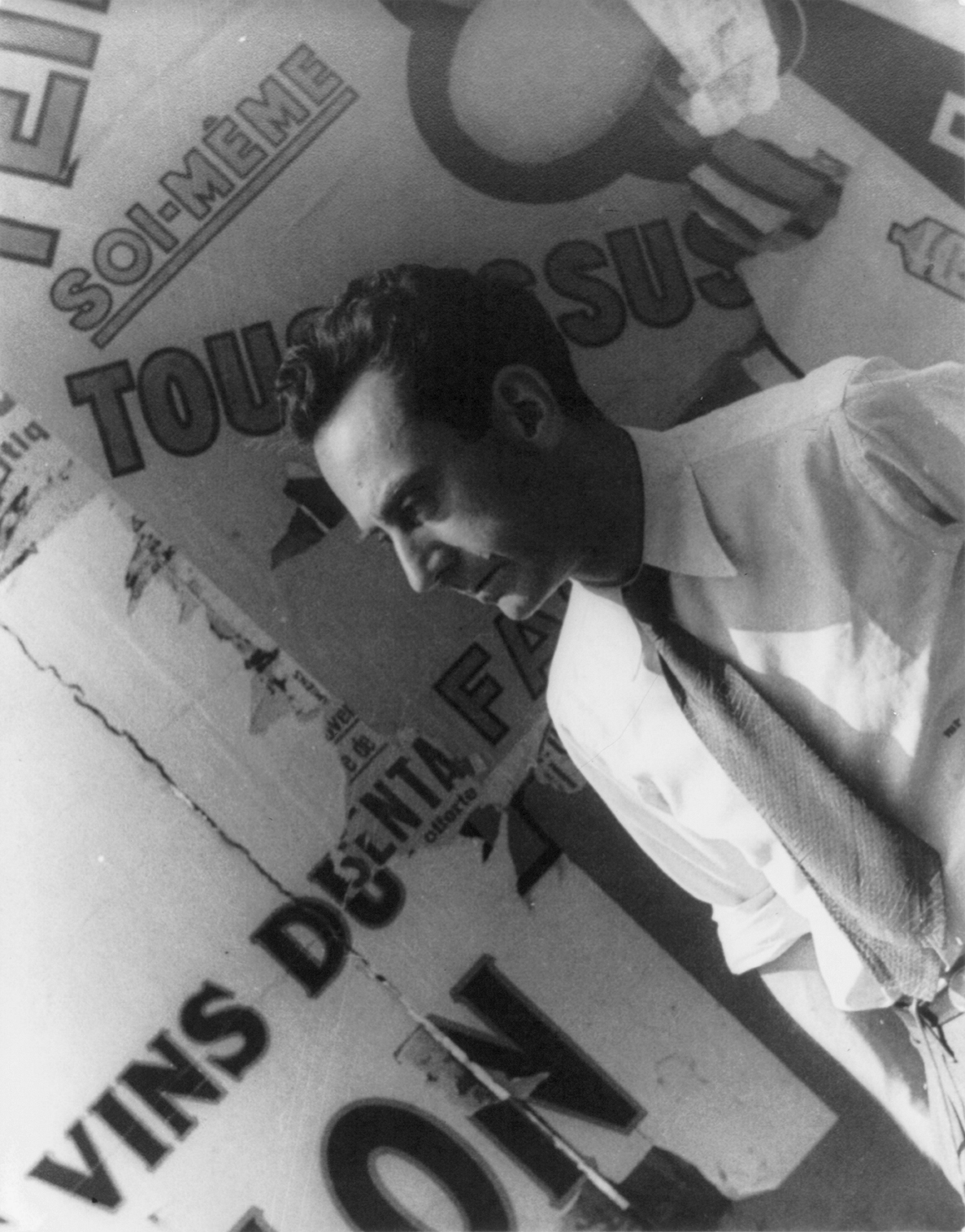
Man Ray.

El terme fotografia artística es refereix a aquelles fotografies que han estat creades per omplir la visió creativa de l'artista. És un concepte diferent del fotoperiodisme i la fotografia publicitària, ja que aquest primer proporcionaria suport visual a històries i la segona tindria coma objectiu vendre un producte o servei.

## Evolució històrica
La fotografia artística com a mitjà d'expressió i creació, s'ha anat desenvolupant al llarg del segle xx. Ja a les dècades de 1920 i 1930 alguns artistes del surrealisme, com ara Man Ray (1890 - 1976), es van interessar per les possibilitats artístiques de la fotografia. No va ser, però, fins a les darreres dècades del segle XX que la fotografia va ser plenament reconeguda com a disciplina artística. Actualment, hi ha galeries d'art especialitzades en fotografia, i les obres d'alguns fotògrafs són presents en col·leccions, museus i festivals d'art contemporani d'arreu del món.
Un dels problemes és que no hi ha una definició concreta i acceptada del terme. Històricament s'ha considerat com a fotografia artística, aquelles imatges de nu, en blanc i negre, paisatges o bodegons que en última instància tenien alguna similitud amb la pintura a nivell formal. Durant la segona meitat del segle xix, una de les vies que va trobar la fotografia, per tal que fos acceptada a la societat, va ser la d'assimilar les maneres pictòriques coincidents amb els moviments artístics de l'època. El gust popular i el comerç fotogràfic es van apropiar d'un llenguatge que va romandre fins al segle xx, i del qual es va dotar de significat al terme "artística".
Aquesta confusió del terme, relacionat amb els diferents usos de la fotografia, és el que ha provocat que quan es parla de fotografia artística, s'entengui com aquella fotografia estèticament atractiva, que agrada, i és amable a la vista. Més enllà d'aquesta manera d'entendre la fotografia, hi ha l'ús i procés vinculats amb la creació artística, que utilitzen com a mitjà d'expressió la Fotografia.
Diferents artistes vinculats amb els moviments d'avantguarda, van generar obra fotogràfica, de forma paral·lela a altres mitjans d'expressió, essent aquesta però, una manera d'experimentar amb els nous mitjans i llenguatges a l'abast. Man Ray, Heartfield, El Lissitzy, László Moholy-Nagy, Albert Renger-Pazstch són alguns dels artistes més representatius per les seves contribucions, alhora d'expressar, d'una manera diferent, les realitats i pulsions de les angoixes del nou ordre socio polític, de l'època d'entreguerres.